# سن خوان بتولیا
سن خوان بتولیا (انگلیسی: San Juan Betulia) نام شهری در کشور کلمبیا است.